# Берленгаш

Берленгаш — архипелаг из небольших островов в Атлантическом океане, расположенный на расстоянии 10-15 км от побережья Португалии, напротив города Пениши. Архипелаг состоит из трёх групп островов: Берленга-Гранди (вместе с прилегающими островами), Эстелас, Фарлихус.
На самом крупном острове (Берленга-Гранди) расположены крепость, возведённая в начале XVII века и заброшенная в XIX, и маяк, построенный в 1841 году. В настоящее время архипелаг не имеет постоянных жителей. Крепость частично превращена в курорт. Ныне часть архипелага превращена в заповедник (по причине разнообразия местной фауны, особенно применительно к морским птицам), посещаемый в основном учёными, а летом — также небольшим количеством туристов.